# Estornell cuaestret
L'estornell cuaestret
(Poeoptera lugubris) és una espècie d'ocell de la família dels estúrnids (Sturnidae). Es troba de forma fragmentada a l'Àfrica central i Occidental.. Habita els boscos tropicals i subtropicals de frondoses humits de les terres baixes. També freqüenta les plantacions i les selves fortament degradades El seu estat de conservació es considera de risc mínim.